# Karel Dokoupil
Karel Dokoupil CSsR (1896 Slavětín – 1966 Moravec), byl český katolický kněz a teolog, člen kongregace redemptoristů.

## Život
Na kněze byl vysvěcen v roce 1923. Po vysvěcení vyučoval v libějovickém juvenátě latinu. V období První republiky pořádal redemptoristické lidové misie. V záznamech farností se objevují různé zprávy: Podle nařízení litoměřického biskupa se na památku 1000letého výročí mučednické smrti sv. Václava a 200letého konaly eucharistické kongresy ve všech vikariátech diecéze. Pro turnovský vikariát se konal 23. června 1929. Veden byl Karlem Dokoupilem.. Nebo: 2. června 1934 přijeli z Prahy dva členové kongregace redemptoristů Karel Dokoupil a Josef Hynek. Emil Novák je přivedl do kostela, který byl velmi pečlivě vyzdoben a připraven na tuto slavnost celé farnosti. „Pani misionáři prohlásili, že takového to uvítání se jim nikde nedostalo“.
V květnu 1945 působil v Karlových Varech. Po roce 1950 vykonával duchovní službu u řádových sester v severních Čechách. Zemřel na Moravci v červenci roku 1966.